# 松田和哉
松田 和哉（まつだ げんき、1973年4月3日 - ）は、長崎県出身の元プロ野球選手（投手）。

## 来歴・人物
長崎南山高では2、3年夏の県大会ともにベスト4。1991年のプロ野球ドラフト会議で西武ライオンズから4位指名を受け入団。
スライダー、カーブが武器の本格派投手だった。
高校時代からの腰痛に悩まされて一軍出場の無いまま、1999年限りで退団。
父の教えにより覚醒

## 詳細情報

### 年度別投手成績
- 一軍公式戦出場なし

### 背番号
- 56 （1992年 - 1998年）
- 50 （1999年）